# 川合秀実
川合秀実(かわい ひでみ、1975年 - )は日本のプログラマ。OSASK計画代表。

## 経歴
時代に逆行するような「軽量」に特化したプログラミングスタイルと、独特の人柄・テンションで知名度を上げ、2006年発売の「30日でできる! OS自作入門」で注目を集める｡ 
1994年横浜市立桜丘高等学校卒業、1998年横浜市立大学文理学部卒業、2000年横浜市立大学大学院総合理学研究科修士課程修了(岡田研究室)。2000年からOSASK計画の代表者として、在宅で開発を行う。 2002年にはIPAの「未踏ユース」に「新OS, OSASK（おさすく）の開発」で採択されている。
2009年から、横浜創英短期大学で講師も勤めていた。
2011年夏より、サイボウズ・ラボ株式会社に入社している。
2012年から2019年までセキュリティキャンプ全国大会にて講師を担当していた。

## 主な著作
- 30日でできる! OS自作入門 ISBN 978-4839919849 (毎日コミュニケーションズ）